# Dziennik Żołnierza APW
Dziennik Żołnierza APW – dziennik wydawany przez Armię Polską na Wschodzie.
Pierwszy numer dziennika ukazał się 10 września 1943 w Tel Awiwie. Następnie pismo przeniosło się do Egiptu, a później do Włoch.
Pismo posiadało stały „Dodatek Literacko-Naukowy”, publikujący kronikę wydarzeń kulturalnych, recenzje, artykuły na tematy literackie, wiersze poetów-żołnierzy. Z dodatkiem związani byli m.in. Jan Olechowski, Melchior Wańkowicz, Gustaw Herling-Grudziński, Jan Bielatowicz, Zdzisław Bau. Pojawiały się też w nim utwory Jana Lechonia czy Jerzego Pietrkiewicza.
Zarządzeniem dyrektora Głównego Urzędu Kontroli Prasy, Publikacji i Widowisk, Tadeusza Zabłudowskiego, z 8 listopada 1946 czasopismo zostało pozbawione debitu komunikacyjnego i zakazano jego rozpowszechniania w Polsce Ludowej.